# 刘居言
刘居言（？—？），辽朝（契丹）大臣，政治人物，曾经担任同中书门下平章事。
刘居言或出自河间刘氏，在辽太宗时代担任龙化州节度使。龙化州故址在今内蒙古西拉木伦河以南敖汉旗。辽朝称龙庭。辽太祖阿保机于此建东楼。辽太宗升兴国军节度州。以刘居言为节度使。天显五年（930年）三月乙亥，辽太宗册封皇弟耶律李胡为寿昌皇太弟，兼天下兵马大元帅。三月壬午，任命龙化州节度使刘居言为同中书门下平章事。同中书门下平章事是辽国的南面官。